# Ursulețul pedepsit
Ursulețul pedepsit este un film românesc din 1986 regizat de Ion Truică.